# 도미니크 페루자

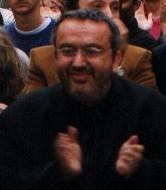

도미니크 페루자(Dominique Farrugia, 1962년 9월 2일 ~ )는 프랑스의 영화 감독, 배우, 각본가, 영화 프로듀서, 텔레비전 배우이다.
비시에서 태어났다.

## 영화
- 언더 더 세임 루프 (2017년)
- 비스 (2015년)
- 르 마르퀴스 (2011년)
- R.T.T. (2009년)
- 마이 프렌즈, 마이 러브 (2008년)
- RRRrrrr!!! (2004년)
- 미스터 바티뇰 (2002년)
- 비독 (2001년)
- 최우수 여자 신인배우상 (2000, Meilleur Espoir féminin)
- 파파라치 (1998년)
- 디디에 (1997년)